# Paralaophonte ormieresi
Paralaophonte ormieresi is een eenoogkreeftjessoort uit de familie van de Laophontidae. De wetenschappelijke naam van de soort is voor het eerst geldig gepubliceerd in 1969 door Raibaut.